# Apache OpenOffice
Apache OpenOffice (AOO, также известен как OpenOffice) — свободный пакет офисных приложений, является одним из преемников OpenOffice.org и наследник IBM Lotus Symphony. Впервые появился 2012 году когда корпорация Oracle объявила о передаче всех прав на OpenOffice.org фонду Apache. Официально поддерживается на платформах Linux, Windows, macOS Intel/PowerPC (поддержка оболочки Aqua находится в стадии альфа-тестирования). Существуют неофициальные портированные версии для FreeBSD, Linux PowerPC, OS/2 и Android.
OpenOffice по умолчанию использует открытый формат OpenDocument (ODF, ISO 26300), а также дополнительно поддерживает форматы Microsoft Office, такие как: .doc .xls .ppt и Office Open XML.
Офисный пакет Apache OpenOffice может свободно устанавливаться и использоваться на домашних компьютерах, в школах, офисах, вузах, государственных, бюджетных и коммерческих организациях и учреждениях согласно лицензии Apache.
Также существует портативная версия пакета Apache OpenOffice для операционных систем семейства Windows с возможностью использования без установки, что позволяет запускать пакет без установки либо, например, с USB-накопителя.

## История
| Версия | Дата выхода      | Описание                                                                   |
| ------ | ---------------- | -------------------------------------------------------------------------- |
| 3.4    | 8 мая 2012       | Первый релиз в рамках Apache. Последняя версия поддерживающая Windows 2000 |
| 3.4.1  | 24 августа 2012  |                                                                            |
| 4.0.0  | 23 июля 2013     |                                                                            |
| 4.0.1  | 1 октября 2013   |                                                                            |
| 4.1.0  | 29 апреля 2014   |                                                                            |
| 4.1.1  | 21 августа 2014  |                                                                            |
| 4.1.2  | 28 октября 2015  |                                                                            |
| 4.1.3  | 12 октября 2016  |                                                                            |
| 4.1.4  | 18 октября 2017  |                                                                            |
| 4.1.5  | 30 декабря 2017  |                                                                            |
| 4.1.6  | 18 ноября 2018   |                                                                            |
| 4.1.7  | 21 сентября 2019 |                                                                            |
| 4.1.8  | 10 ноября 2020   |                                                                            |
| 4.1.9  | 7 февраля 2021   |                                                                            |
| 4.1.10 | 4 мая 2021       |                                                                            |
| 4.1.11 | 6 октября 2021   |                                                                            |
| 4.1.12 | 4 мая 2022       |                                                                            |
| 4.1.13 | 22 июля 2022     |                                                                            |
| Версия | Дата выхода      | Описание                                                                   |

1 июня 2011 года компания Oracle официально объявила о передаче всех прав на OpenOffice.org Apache Foundation. 13 июня фонд принял это предложение, в результате голосования OpenOffice.org поступил в Apache Incubator. После окончательного перехода проекта в руки фонда Apache название «OpenOffice.org» сменилось на «Apache OpenOffice», лицензия на код OpenOffice была изменена на лицензию Apache 2.0. По этому поводу Фонд свободного ПО выступил с заявлением, в котором выразил огорчение по поводу подобного шага, счёл уход от копилефт-лицензии ошибочным шагом и рекомендовал использовать LibreOffice.
IBM пожертвовала исходный код Lotus Symphony фонду Apache Software Foundation в 2012 году и прекратила поддержку собственного офисного пакета в пользу Apache OpenOffice. Многие функции и исправления ошибок, включая боковую панель, были перенесены в OpenOffice. Поддержка чтения с экрана IAccessible2 была перенесена из IBM Lotus Symphony и включена в составе выпуска OpenOffice 4.1 29 апреля 2014 года, хотя он первее появился в обновлении LibreOffice 4.2 в январе 2014 года.
IBM прекратила официальное участие в разработке Apache OpenOffice с выпуском версии AOO 4.1.1.
2 сентября 2016 Вице-президент проекта Деннис Э. Гамильтон сообщил о риске закрытия проекта из-за нехватки разработчиков и невозможности исправлять проблемы безопасности, обнаруженные ещё в 2015 году.
По состоянию на октябрь 2018 года в проекте было 141 коммиттеров кода, по сравнению с 140 в 2014 году.

## Проблемы безопасности
С октября 2014 года по июль 2015 года у проекта не было релиз-менеджера. В течение этого периода, в апреле 2015 года, в коде Apache OpenOffice 4.1.1 была найдена уязвимость удаленного выполнения кода (CVE — 2015—1774), но у проекта было недостаточно разработчиков, для того чтобы выпустить исправление. Вместо этого фонд Apache опубликовал временное решение для пользователей. Бывший председатель PMC Андреа Пескетти был назначен на должность релиз-менеджера в июле 2015 года. Версия 4.1.2 с исправлением уязвимости была выпущена 28 октября 2015 года.
В октябре 2016 года выяснилось, что версия 4.1.2 в течение года распространялась с дырой безопасности (CVE — 2016—1513), поскольку у проекта не было достаточно разработчиков, для её устранения.
Версия 4.1.11 была выпущена 6 октября 2021 года с исправлением уязвимости удаленного выполнения кода (CVE — 2021-33035), информация о которой была опубликована в общий доступ, за месяц до исправления, проект был уведомлен в начале мая 2021 года. Данная уязвимость была исправлена в LibreOffice ещё в 2014 году.

## Состав пакета
| Компоненты | Компоненты | Примечания |
| ---------- | ---------- | --- |
|            | Writer     | Текстовый процессор и визуальный редактор HTML, похожие приложения: Microsoft Word, LibreOffice Writer, Pages, AbiWord, KWord |
|            | Calc       | Редактор электронных таблиц, похожие приложения: Microsoft Excel, LibreOffice Calc, Numbers, Gnumeric, KCells                 |
|            | Impress    | Программа подготовки презентаций, похожие приложения: Microsoft PowerPoint, Keynote, KPresenter                               |
|            | Base       | Механизм подключения к внешним СУБД и встроенная СУБД HSQLDB, похожие приложения: Microsoft Access, Kexi                      |
|            | Draw       | Векторный графический редактор, похожие приложения: Microsoft Visio, Adobe Illustrator, CorelDRAW, Calligra Flow, Dia         |
|            | Math       | Редактор формул, похожие приложения: MathType, KFormula                                                                       |

В состав пакета входят общие для всех приложений:
- система записи макрокоманд,
- средство ускорения запуска посредством предварительной загрузки.

## Расширения для Apache OpenOffice
Apache OpenOffice поддерживает XUL-расширения в формате .oxt, которые легко добавляются подобно тому, как это организовано в Mozilla Firefox. Расширения доступны на официальном сайте.
Наиболее интересные и достаточно популярные расширения:
- LanguageTool — расширение для проверки грамматики во Writer. Реализована возможность проверки для русского, английского, немецкого, польского и других языков[30].
- Alternative dialog Find & Replace for Writer (AltSearch) — расширение для улучшения параметров поиска и замены текста во Writer. Поддерживает регулярные выражения[31].